# 邕州
邕州（ようしゅう）は、中国にかつて存在した州。唐代から元初にかけて、現在の広西チワン族自治区南寧市一帯に設置された。

## 概要
621年（武徳4年）、唐により鬱林郡宣化県に南晋州が置かれた。632年（貞観6年）、南晋州は邕州と改称された。742年（天宝元年）、邕州は朗寧郡と改称された。758年（乾元元年）、朗寧郡は邕州の称にもどされた。邕州は嶺南道の邕管十州に属し、宣化・武縁・晋興・朗寧・思竜・如和・封陵の7県を管轄した。
宋のとき、邕州は広南西路に属し、宣化・武縁の2県と太平寨と羈縻州44州5県11洞を管轄した。
1279年（至元16年）、元により邕州は邕州路総管府と改められた。1324年（泰定元年）、邕州路は南寧路と改称された。南寧路は湖広等処行中書省に属し、録事司と宣化・武縁の2県を管轄した。
1368年（洪武元年）、明により南寧路は南寧府と改められた。南寧府は広西省に属し、直属の宣化・隆安の2県と横州に属する永淳県と新寧州・上思州・帰徳州・果化州・忠州・下雷州、合わせて7州3県を管轄した。
清のとき、南寧府は広西省に属し、宣化・隆安・永淳の3県と横州・新寧州の2州と土忠州・帰徳土州・果化土州の3土州を管轄した。
1913年、中華民国により南寧府は廃止された。